# Hubert Falco
Pour les articles homonymes, voir Falco.
Hubert Falco, né le 15 mai 1947 à Pignans (Var), est un homme politique français.
Ancien maire de Toulon et ancien président de la Métropole Toulon Provence Méditerranée de 2001 à 2023, il est député du Var entre 1988 et 1995 puis sénateur du Var entre 1995 et 2017, président du conseil général du Var (1994-2002), maire de Pignans (1983-2001) et occupe des fonctions ministérielles sous les présidences Chirac (gouvernements Raffarin II et III) et Sarkozy (gouvernement Fillon II).
En avril 2023, il est condamné, pour recel de détournement de fonds publics, à trois ans de prison avec sursis et cinq ans d'inéligibilité par jugement du tribunal correctionnel de Marseille rendu avec exécution provisoire, ce qui entraîne la déchéance immédiate de ses mandats. La cour d'appel confirme la peine d'inéligibilité, mais ramène la peine d'emprisonnement à 18 mois avec sursis, décision confirmée par la Cour de cassation en 2025.

## Biographie

### Famille
Le grand-père d'Hubert Falco arrive dans le Var dans les années 1920 en provenance d'Italie, alors terre d'émigration (voir Diaspora italienne en France). Fils de commerçants, il reprend l'entreprise familiale de transports avant de devenir le directeur général de la fabrique de bouchons Melan-Moutet en 1975.

### Maire de Pignans
Sa carrière politique débute en 1971, année où il est élu au sein du conseil municipal de Pignans sur une liste de gauche, dans une commune de tradition communiste. Réélu aux élections municipales de 1977 sur une liste « d'entente communale », Hubert Falco prend la tête d'une liste de droite aux municipales de 1983, et est élu maire de Pignans en 1989 et en 1995.

### Conseiller général
Approché par le chef du Parti républicain François Léotard, député-maire de Fréjus, Hubert Falco adhère à l'UDF en 1985. La même année, le maire de Toulon Maurice Arreckx décide d'engager une campagne électorale afin de ravir à la gauche la présidence du conseil général. Hubert Falco est le candidat victorieux du camp Arreckx dans le canton de Besse-sur-Issole. Le conseil général du Var bascule à droite. Arreckx en devient le président.
En 1992, Maurice Arreckx fait d'Hubert Falco son premier vice-président au conseil général en 1992 et le désigne officieusement comme son dauphin. En 1994, Maurice Arreckx, qui préside le département depuis une décennie, est battu dans son canton. Hubert Falco lui succède à la tête de l’assemblée locale.

### Député du Var
Hubert Falco est ensuite candidat aux élections législatives de 1988 dans le Var avec le soutien de Maurice Arreckx, qui préside son comité de soutien. « Votez et faites voter dès le premier tour pour mon ami Hubert Falco ! », déclare Arreckx dans un tract pour les législatives de 1988. Arreckx y qualifie Hubert d'« excellent collaborateur ». Hubert Falco bénéficie lors de cette campagne de financements des milieux d’affaires locaux, en étant financé par l’homme d’affaires Claude Ott, par la Compagnie des eaux et de l’ozone, par une entreprise propriétaire d’hypermarchés (Sodiluc SA), ainsi que par des acteurs du bâtiment et des travaux publics (BTP) : Sogea, EBM Scappini, Raphaëloise bâtiment travaux publics.
Au second tour, Hubert bénéficie d’un accord passé entre Arreckx et la députée FN Yann Piat. En échange du retrait d’un candidat de droite dans la circonscription de Piat, le FN varois retire tous ses candidats qualifiés pour le second tour[réf. nécessaire]. Grâce à cette entente, Hubert Falco fait son entrée à l'Assemblée nationale[réf. souhaitée].
En 1993, Hubert Falco est réélu à l'Assemblée nationale, dont il devient secrétaire jusqu'en 1994.

### Sénateur du Var
En 1995, Hubert Falco est élu au Sénat et siège entre 1996 et 2001 comme juge à la Cour de justice de la République. Hubert Falco est réélu sénateur le 26 septembre 2004.

### Maire de Toulon et président de la métropole Toulon Provence Méditerranée
Conforté par son ascension à l'échelle départementale, Hubert Falco tente de reprendre en 2001 la mairie de Toulon à l'ex-frontiste Jean-Marie Le Chevallier. En tête du premier tour, il récolte 68,79 % des voix au second tour face à la liste socialiste menée par Odette Casanova. Falco cède alors la tête du Conseil général du Var à l'un de ses proches, Horace Lanfranchi.
Il engage une forte réduction des charges de la ville de Toulon, endettée à hauteur de 214 millions d'euros, et met en place avec onze communes voisines, pour porter les grands projets, la Communauté d'agglomération Toulon Provence Méditerranée, créée le 31 décembre 2001 et qu'il dirige.
Son pouvoir local s'appuie sur la franc-maçonnerie toulonnaise, où toutes les grandes obédiences sont présentes. Lui-même est membre de la Grande Loge nationale française, jusqu'à ce que celle-ci soit éclaboussée par de nombreux scandales qui l'ont contraint à se faire exclure[source insuffisante],. Proche de l'importante communauté pieds-noirs de la ville, Hubert Falco rend chaque année hommage « aux martyrs de l'Algérie française ».
Il entreprend la réhabilitation du centre ancien, avec le soutien de l'ANRU, autour des places de la Liberté et Louis-Blanc, des dalles de l'Équerre et des Ferrailleurs, la construction d'un nouveau théâtre (le Théâtre Liberté) et la rénovation de l'Opéra ainsi que la constitution d'une zone franche urbaine, mais ses opposants lui reprochent le manque de logements sociaux dans ces projets. Il favorise l'embourgeoisement du centre-ville, tandis que les foyers modestes tendent à être rejetés vers les quartiers périphériques.
Aux élections municipales de 2008, sa liste l'emporte dès le premier tour avec 65,20 % des voix. C'est également le cas aux élections de 2014, lorsque sa liste réunit 59,27 % des voix, soit le deuxième meilleur score de France pour les villes de plus de 100 000 habitants, derrière Alain Juppé à Bordeaux. Aux élections de 2020, la liste qu'il conduit ayant obtenu 61,39 % des voix. Il est réélu au conseil municipal du 27 mai.
L'administration d'Hubert Falco bénéficie d'un fort soutien dans plusieurs franges de la population — les militaires, les personnes âgées, les Pieds-Noirs — et peut compter, selon le Monde diplomatique, sur le soutien de réseaux d'allégeance clientélistes. Les journalistes Simon Fontvieille et Jean-Baptiste Malet ont consacré une longue enquête à ces réseaux, publiée dans Le Monde diplomatique. Selon eux, « lorsque le recours au clientélisme ne suffit pas, il reste la méthode forte : le bourrage d’urne. » Les cahiers d'émargement des bureaux de vote où Hubert Falco et son équipe réalisent leurs meilleurs résultats comportent les signatures de personnes mortes ou emprisonnées.

### Fonctions gouvernementales
Hubert Falco est appelé dans le gouvernement de Jean-Pierre Raffarin le 17 juin 2002 comme secrétaire d'État, puis ministre délégué aux personnes âgées, tout en conservant sa mairie, une exception qui lui est accordée par le gouvernement malgré la règle non-écrite de non-cumul ministère-exécutif local.
Comme ministre, Hubert Falco doit faire face avec Jean-François Mattei à la Santé, à la canicule de l'été 2003 en France, qui fait plus de 15 000 morts, particulièrement des personnes âgées, épisode qui, dit-il, l'a fortement marqué. Hubert quitte le gouvernement après sa réélection au Sénat en septembre 2004.
À la suite du renouvellement de son mandat de maire en 2008, il est nommé secrétaire d'État à l'Aménagement du territoire, auprès du ministre de l'Écologie, de l'Énergie, du Développement durable et de l'Aménagement du territoire, au sein du gouvernement François Fillon. À ce poste, il s'emploie au bon déroulement du projet de second tunnel (second tube) sous Toulon dont l'ouverture, initialement prévue pour fin 2011, a été reportée à mi-2013. Il est aussi chargé d'accompagner la restructuration de la carte militaire qui prévoit la suppression de 83 sites militaires à travers la France à partir de 2009.
Le 23 juin 2009, il est nommé secrétaire d'État à la Défense et aux Anciens combattants dans ce même gouvernement, fonction qu'il conserve jusqu'à la démission du deuxième gouvernement Fillon le 13 novembre 2010.

### Responsabilités à l'UMP puis LR
Le 5 septembre 2012, Hubert Falco annonce son soutien à la candidature de François Fillon pour la présidence de l'UMP lors du congrès d'automne 2012.
En février 2013, dans le cadre de la direction « partagée » entre Jean-François Copé et François Fillon, il devient vice-président de l’UMP, lors de la seconde vague de nomination après celle de janvier, en plus du vice-président délégué Luc Chatel, en poste depuis novembre 2012.
Depuis janvier 2015, il est Président national du Comité des Maires UMP puis Républicains.
Il soutient Alain Juppé pour la primaire présidentielle des Républicains de 2016.
Il parraine Laurent Wauquiez pour le congrès des Républicains de 2017, scrutin lors duquel est élu le président du parti.

### Départ des Républicains et soutien à Emmanuel Macron
Dans le cadre des élections régionales de 2021 en PACA, avec le retrait de l'investiture du parti Les Républicains puis l'annulation de retrait au président sortant Renaud Muselier après le rapprochement avec La République en marche d’Emmanuel Macron, il annonce quitter le parti le 5 mai 2021. Il avait en effet soutenu le rapprochement entre la liste Les Républicains et la liste de la majorité présidentielle.
Fin août 2021, avec d'autres maires, il déclare explicitement soutenir Emmanuel Macron en vue de l'élection présidentielle d'avril 2022,. En février 2022, il figure ainsi sur la première liste du Conseil constitutionnel répertoriant les parrainages reçus par les candidats au scrutin, apportant le sien au président sortant

### Condamnation pour recel de détournement de fonds publics dans l'«affaire du frigo»
Laurent Defraize, chef cuisinier du département du Var, s'est suicidé le 11 mars 2020, retrouvé pendu sur la terrasse de son domicile. Il était à l'origine en 2016 du premier témoignage sur l’existence d’un détournement de fonds publics par Hubert Falco. D'après une enquête de Mediapart, le cuisinier se disait victime de « harcèlement » de la part de la direction du département et avait finalement vu son contrat, ainsi que celui de son frère travaillant lui aussi dans les cuisines, ne pas être reconduits sur décision de Marc Giraud, président du département. Faouzia Mehazem, responsable du syndicat Unsa au sein de cette collectivité locale et autre témoin contre Hubert Falco, a reçu à plusieurs reprises des menaces de mort dans la boîte aux lettres de son domicile.
En octobre 2021, Hubert Falco est mis en garde à vue pour détournement de fonds publics. Il est soupçonné d’avoir eu gratuitement table ouverte, entre 2002 à 2018, à la cantine du conseil départemental du Var, qu’il ne présidait plus et dont il n'était plus membre depuis 2002, de s'être fait livrer à domicile des repas préparés dans les cuisines du conseil départemental du Var, même les jours fériés et les week-ends, — ces repas étaient stockés dans un réfrigérateur particulier d'où le nom d'« affaire du frigo » que donneront les médias à cette affaire judiciaire —, d'avoir son linge nettoyé aux frais de la collectivité territoriale et des heures supplémentaires payées à deux agents du Conseil départemental consacrés à son service. Pour les seuls frais de bouche, le préjudice pour le contribuable est estimé à plus de 300 000 euros entre 2002 et 2018, soit 1 500 euros par mois,.
Son procès s'ouvre le 11 avril 2023 devant le tribunal correctionnel de Marseille. Le procureur de la République, Mathieu Vernaudon, y déclare que l’affaire Falco lui fait penser à « un dossier de criminalité organisée », plusieurs témoins ayant parlé en procédure de leur « peur de subir des représailles ». Il requiert trois ans de prison avec sursis, une privation des droits civils et civiques pendant cinq ans, et l’exécution provisoire de l’inéligibilité.
Le 14 avril 2023, la présidente du tribunal, Céline Ballerini, stigmatise la « petitesse » des agissements d’Hubert Falco, rappelant qu’en « voulant rencontrer les plus hautes autorités de l’État », le maire de Toulon a montré son « mépris des règles ». Le tribunal correctionnel le reconnaît coupable de recel de détournement de fonds publics et choisit de suivre la réquisition du procureur, jugeant que le « devoir d'exemplarité a été totalement bafoué ». L'exécution provisoire de l'inéligibilité entraîne la cessation de ses mandats de maire de Toulon et de président de la métropole Toulon Provence Méditerranée, cessation qui, selon la procédure, doit être prononcée par arrêté pris par le préfet du Var. L'avocat d'Hubert Falco annonce faire appel du jugement mais cet appel n'est pas suspensif des condamnations.
En réaction à la condamnation d'Hulbert Falco, Christian Estrosi, maire de Nice, lui fait part de son soutien. Renaud Muselier, président de la région Sud, dénonce une « situation ahurissante ». François Bayrou, haut-commissaire au plan et ancien ministre de la Justice, déclare que le jugement revenait à la « mort civile » d'Hubert Falco.
Hubert Falco est rejugé les 25 et 26 mars 2024 par la Cour d’appel d’Aix-en-Provence,,. Au premier jour de son procès en appel, il reconnait avoir déjeuné régulièrement au conseil départemental, où il n’occupait plus de mandat, considérant cela comme « une faute ». En revanche, comme en première instance, il réfute les autres chefs d’accusation. La cour d’appel d’Aix-en-Provence le condamne, le 14 mai, à 18 mois de prison avec sursis, 30 000 euros d'amende et cinq ans d’inéligibilité. Son avocat annonce un pourvoi en cassation qui doit durer une année.
En mars 2025, des perquisitions sont menées au siège de la métropole de Toulon. Les enquêteurs recherchent des éléments inhérents à un emploi présumé fictif occupé par le fils de l'épouse d'Hubert Falco.
Le 30 avril 2025, la Cour de cassation examine le pourvoi formé par l'ancien maire de Toulon. L'avocat général se prononce contre, mais émet toutefois un doute, considérant que les motivations de la cour d'appel d'Aix-en-Provence ne sont pas assez détaillées au regard des attentes fixées en mars par le Conseil constitutionnel, qui avait estimé qu'il revient au juge « d'apprécier le caractère proportionné de l'atteinte que cette mesure est susceptible de porter à l'exercice d'un mandat en cours et à la préservation de la liberté de l'électeur »,,. Le 28 mai 2025, la Cour de cassation confirme l'arrêt rendu par la Cour d'appel, sauf en ce qu'il avait ordonné l'exécution provisoire de la peine d'inéligibilité, sans que cela ne remette en cause la peine elle même,.

### Injure envers un journaliste
Le 28 août 2023, lors de la commémoration des 79 ans de la libération de Toulon, Hubert Falco profère des insultes à l'encontre du journaliste Simon Fontvieille. Le journaliste porte plainte pour injures publiques. Le Syndicat national des journalistes se constitue partie civile. Le 16 mai 2025, le procès se tient au tribunal correctionnel de Toulon, en l'absence d'Hubert Falco. La décision est rendue le 23 mai 2025 : Hubert Falco est condamné à une amende de 1 000 euros ainsi qu'à verser 1 000 euros de dommages et intérêts au journaliste et 500 euros au Syndicat national des journalistes,,,.

## Détail des mandats et fonctions

### Mandats locaux
- 1971-1983 : conseiller municipal de Pignans
- 1983-2001 : maire de Pignans
- 1985-2002 : conseiller général du Var
- 1992-1994 : vice-président du Conseil général du Var
- 1994-2002 : président du Conseil général du Var
- 2001-2023 : maire de Toulon
- 2002-2023 : président de la Communauté d'agglomération Toulon Provence Méditerranée

### Mandats parlementaires
- 12 juin 1988 - 24 septembre 1995 : député du Var
- 24 septembre 1995 - 17 juillet 2002 : sénateur du Var
- 26 septembre 2004 - 18 avril 2008 : sénateur du Var
- 14 décembre 2010 - 21 septembre 2017 : sénateur du Var

### Fonctions ministérielles
- 17 juin 2002 - 31 mars 2004 : Secrétaire d'État aux Personnes âgées
- 31 mars 2004 - 28 octobre 2004 : Ministre délégué aux Personnes âgées
- 18 mars 2008 - 23 juin 2009 : Secrétaire d'État à l'Aménagement du territoire
- 23 juin 2009 - 13 novembre 2010 : Secrétaire d'État à la Défense et aux Anciens combattants

### Autres fonctions
- 2016 - 2021 : président de la fédération des Républicains du Var
- 2011 - 2014 : secrétaire du Sénat
- 2008 - 2016 : président départemental d'honneur de l'UMP Var
- 2013 - 2014 : vice-président national de l'UMP
- 2011- 2013 : conseiller politique de l'UMP, membre élu du bureau politique
- 2007 - 2008 : secrétaire national de l'UMP chargé du tourisme
- 2006 - 2007 : secrétaire national de l'UMP chargé des élus locaux
- Depuis 2005 : vice-président du club Dialogue et initiative
- Depuis 2003 : membre de la commission d'information auprès du site d'exploitation des installations nucléaires du port militaire de Toulon
- 2002 - 2008 : président départemental de l'UMP Var
- 1997 - 2000 : secrétaire national de Démocratie libérale
- Jusqu'en 1997 : membre du bureau politique du PR
- Secrétaire national chargé de la jeunesse et des sports au Parti républicain

## Distinctions et décorations
- Chevalier de la Légion d'honneur[51]
- Chevalier de l'ordre du Mérite agricole
- Croix d'or du Mérite polonais[52]
- Officier de l'ordre du Mérite de la République italienne (2004)[53].
- Grand officier de l'ordre de l’Étoile de la solidarité italienne (2007)[53].